# حفنة

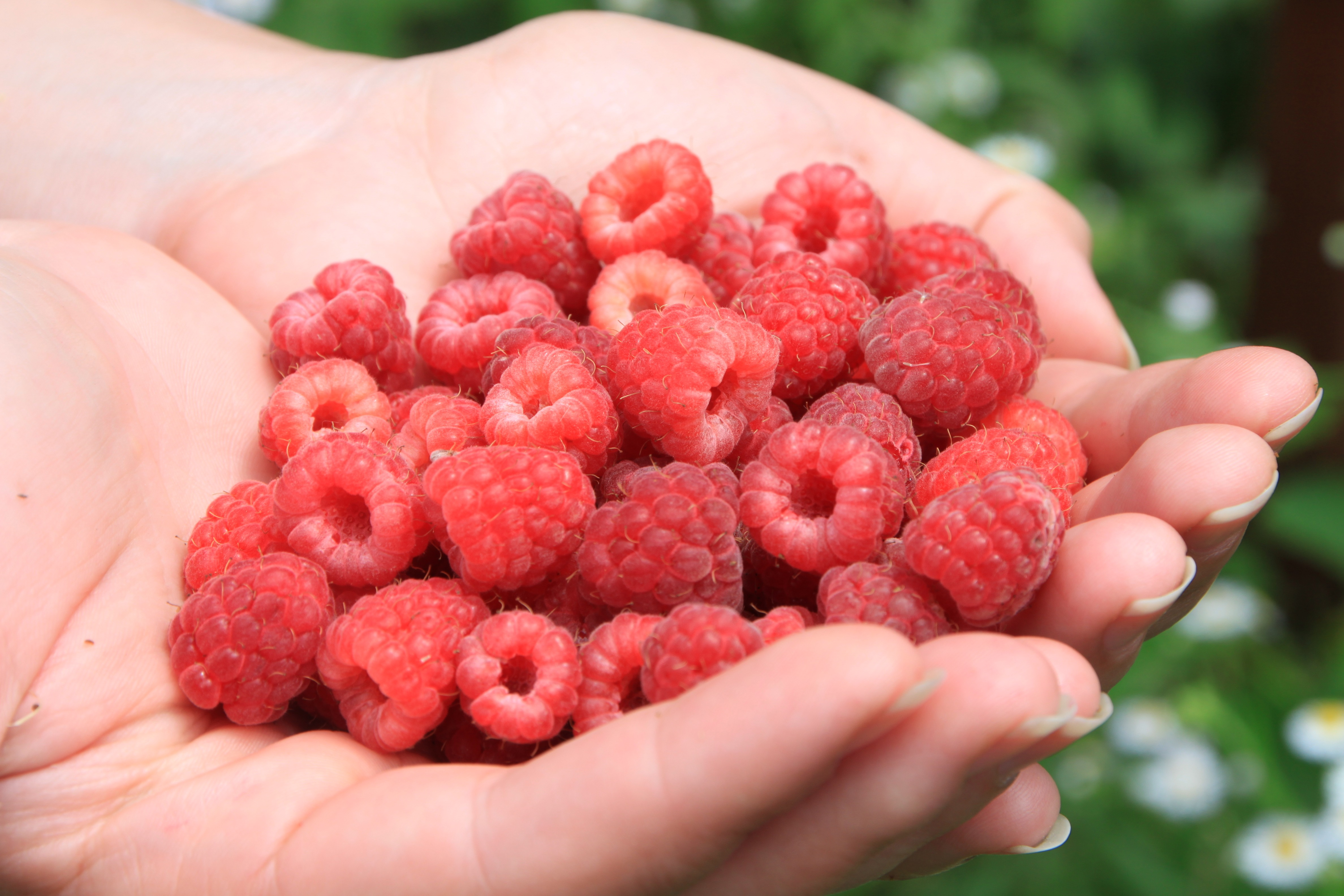
حفنة من توت العليق

حفنة مكيال لقياس الطعام وتقدر بملء الكف أو الكفين من الطعام. تقدر الحفنة بمد أي ما يساوي 510 غرام عند الجمهور.